# Anke Hanft
Anke Hanft (* 11. Mai 1953 in Oldenburg) ist eine deutsche Bildungswissenschaftlerin. Sie ist Inhaberin des Lehrstuhls für Weiterbildung an der Carl von Ossietzky Universität Oldenburg.

## Werdegang
Hanft ist seit dem Jahr 2000 Professorin für Weiterbildung und lebenslanges Lernen im Arbeitsbereich Weiterbildung und Bildungsmanagement der Carl von Ossietzky Universität Oldenburg. Sie war von Dezember 2006 - März 2019 Direktorin des Center für Lebenslanges Lernen (C3L) der Universität, dem Wissenschaftlichen Zentrum für Forschung, Entwicklung und Durchführung von Weiterbildungsangeboten und berufsbegleitenden Studiengängen. 

## Mitgliedschaften
- Präsidentin der Österreichischen Agentur für Qualitätssicherung und Akkreditierung Austria (AQ Austria)
- Mitglied des Hochschulrates der Universität Duisburg-Essen
- Mitglied im Kuratoriums der Hochschule Magdeburg-Stendal
- Mitglied des Deutschen Gesellschaft für Erziehungswissenschaften (DGfE)
- Mitglied im Beirat der Fraunhofer Academy

## Herausgeberschaften
Hanft ist Mitglied des Herausgeberbeirates der Zeitschrift Report. Im Waxmann-Verlag ist sie Herausgeberin der „Studienreihe Bildungs- und Wissenschaftsmanagement“.

## Auszeichnungen
- 2022: Österreichisches Ehrenkreuz für Wissenschaft und Kunst I. Klasse[1]